# 奥村 (広島県)
奥村（おくむら）は、広島県御調郡にあった村。現在の尾道市の一部にあたる。

## 地理
- 河川：綾目川[2]

## 歴史
- 1889年（明治22年）4月1日、町村制の施行により、御調郡大原村、公文村、綾目村、野間村（一部）が合併して村制施行し、奥村が発足[1][2]。
- 1955年（昭和30年）2月1日、御調郡市村、今津野村、上川辺村、河内村、菅野村、諸田村（一部、大字大山田・下山田・千堂）と合併し、町制施行し御調町を新設して廃止された[1][2]。

### 地名の由来
江戸期に奥筋と呼ばれた地であるため。

## 産業
- 農業

## 教育
- 1891年（明治24年）綾目尋常小学校を奥村尋常小学校に改称[2]。